# Université protestante de Lubumbashi
L'université protestante de Lubumbashi (UPL) est une université privée de la république démocratique du Congo, située dans la ville de Lubumbashi, province du Haut-Katanga. Elle est l'une des institutions de la province du Haut-Katanga formant des ingénieurs informaticiens[réf. nécessaire].

## Historique
Cette université appartient à la communauté coréenne de la RDC.
Les terrains qui faisaient l'objet d'une concession du secteur public sont désaffectés et cédés à l'université en juin 2015.

## Composition
En 2018, elle organise les cours dans les facultés suivantes : sciences informatiques (RT, ISI, IG), sciences de l'information et de la communication, économie ainsi que la théologie. 

### Faculté des sciences informatiques
Cette faculté forme des ingénieurs informaticiens. Avant 2017, les meilleurs des étudiants se voyaient octroyer une bourse et poursuivaient un cycle de doctorat en Corée du Sud[réf. souhaitée].

### Faculté de théologie
La faculté de théologie est la toute première de l'UPL, elle organise un programme de théologie.

### Faculté des sciences de l'information et de la communication
Elle vit le jour en 2011. Elle forme des futurs journalistes et a été changé depuis septembre 2015 en UL (Université Liberté)

### Faculté de Droit
Une faculté qui forme des personnes capables de se défendre dans le domaine de droit et qui forme des futurs cadres en droit de la société congolaise.
Notons tout aussi bien que depuis l’année académique 2021-2022, cette même faculté a commencée à former les jeunes dans le nouveau système d'études à savoir le système LMD.

### Faculté de polytechnique des facultés de l'UPL, Elle vit le jour en 2019
Elle est liée à des églises protestantes de Corée du Sud.
Et composé des diverses departements

## Personnalités liées à l'université

### Étudiants
- David Shongo, musicien congolais.